# Савімяе (Моосте)
Савімяе (ест. Savimäe) — село в Естонії, входить до складу волості Моосте, повіту Пилвамаа.